# Powinowactwo (prawo)

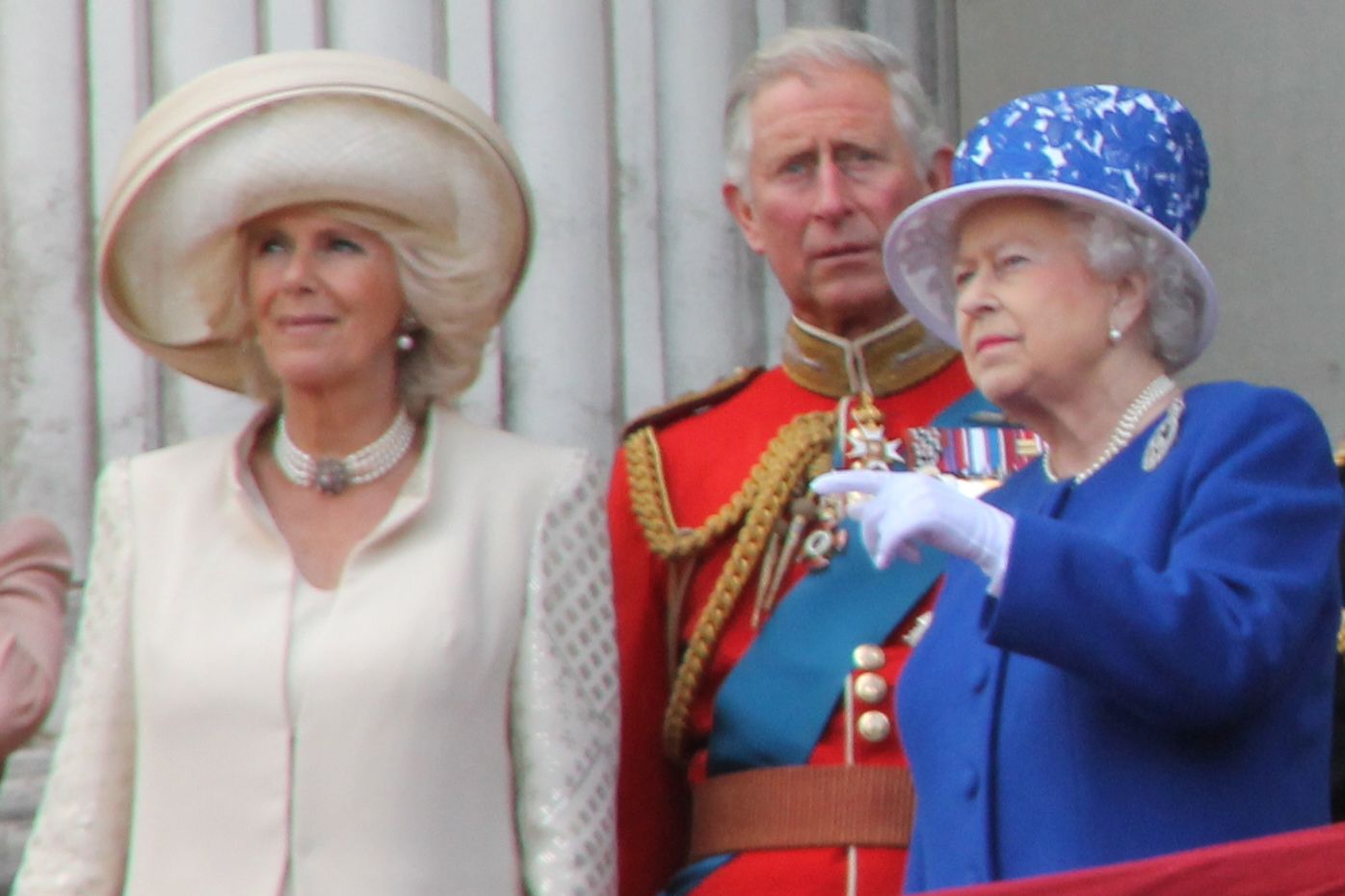
Kamila, księżna Kornwalii (po lewej) jest powinowatą królowej Elżbiety II

Powinowactwo (łac. affinitas) – stosunek prawnorodzinny łączący jednego małżonka z krewnymi drugiego. Jest wyłącznie więzią prawną, w odróżnieniu od pokrewieństwa, które jest więzią biologiczno-prawną.

## W prawie polskim
Zgodnie z art. 618 § 1 Kodeksu rodzinnego i opiekuńczego powinowactwo trwa mimo ustania małżeństwa (chyba że zostało ono unieważnione, albowiem wtedy powstaje stan taki, jak gdyby nigdy nie zostało ono zawarte). Art. 618 § 2 k.r.o. stanowi o tym, że linię i stopień powinowactwa określa się według linii i stopnia pokrewieństwa. W myśl art. 14 k.r.o. powinowactwo w linii prostej jest względną przeszkodą małżeńską (z ważnych powodów sąd może udzielić zgody na takie małżeństwo).
Tak jak w przypadku stopni pokrewieństwa, także i różne stopnie powinowactwa miały niegdyś swoje tradycyjnie ustalone nazwy, jednak we współczesnym języku polskim system nazewnictwa uległ znacznemu uproszczeniu; i tak np.
- teść i teściowa oznaczają rodziców współmałżonka (I stopień powinowactwa w linii prostej)
- szwagier oznacza brata współmałżonka albo męża siostry (II stopień powinowactwa w linii bocznej)
- szwagierka oznacza siostrę współmałżonka
- bratowa oznacza żonę brata
- zięć oznacza męża córki
- synowa oznacza żonę syna.

Powinowactwo zachodzi jedynie między małżonkiem a krewnymi drugiego małżonka (np. wobec siostry żony), nie zachodzi natomiast między małżonkiem a powinowatymi drugiego małżonka (np. wobec szwagra żony). W języku prawniczym taki rodzaj relacji nazywany jest zimnym powinowactwem, choć nie zachodzi tutaj powinowactwo w rozumieniu przepisów prawa.

### Skutki prawne
Powinowactwo wywołuje szereg skutków prawnych. Jest brane pod uwagę w prawie rodzinnym (możliwość zawarcia małżeństwa, alimenty), w postępowaniach sądowych i administracyjnym (odmowa składania zeznań; wyłączenie pracownika (art. 24 kpa); wyłączenie organu (art. 25 kpa); wyłączenie sędziego (art. 48 kpc, art. 40 kpk, art. 18 prawa o postępowaniu przed sądami administracyjnymi), prawie kanonicznym (małżeństwo).